# Gilia mexicana
Gilia mexicana là một loài thực vật có hoa trong họ Polemoniaceae. Loài này được A.G.Grant & V.E.Grant mô tả khoa học đầu tiên năm 1956.